# Черешнев, Валерий Александрович
Вале́рий Алекса́ндрович Че́решнев (род. 24 октября 1944, Хабаровск) — советский и российский учёный-иммунолог. Доктор медицинских наук, профессор (1991), член-корреспондент АН СССР (1990), академик (1997) и член Президиума Российской академии наук. Первый директор ИЭГМ УрО РАН (1988—2003), основатель и директор ИИФ УрО РАН (с 2003). Депутат Государственной Думы РФ V и VI созывов, председатель комитета по науке и наукоёмким технологиям (2007—2016). Член президиума центрального совета партии «Справедливая Россия», президент Российского общества иммунологов.

## Биография
Отец В. А. Черешнева был военным, а мать — врачом. Младший брат — ихтиолог И. А. Черешнев (1948—2013). В 1953 году семья переехала в Соликамск Молотовской области.
Окончил школу № 1 г. Соликамска с золотой медалью (1962) и лечебный факультет Пермского мединститута с отличием (1968). Большое влияние на него там оказал профессор Р. Б. Цынкаловский. Затем аспирант (1968—1970), ассистент (1970—1974) кафедры патологической физиологии в альма-матер, докторант, руководитель лаборатории.
В 1970 году досрочно защитил в ПермГМИ кандидатскую диссертацию «О роли свойств микробной клетки и макроорганизма в механизме развития ранней фагоцитарной реакции на введение брюшнотифозной вакцины». Докторская диссертация «Закрытая травма груди в комбинации с гамма-облучением (клиника, патогенез, лечение, медицинская защита)» (1984, защищена в ВМА им. С. М. Кирова).
Организатор, в 1988—2003 годах — директор Института экологии и генетики микроорганизмов Пермского научного центра Академии наук. 14 декабря 1990 года был избран членом-корреспондентом АН СССР по Отделению общей биологии.
С 1990 года по настоящее время — заведующий кафедрой микробиологии и иммунологии биологического факультета Пермского университета. Позднее возглавил кафедру иммунологии в Уральском университете. Член экспертного совета ВАК РФ по биологическим наукам (1996—2002), председатель совета (2002—2014).
29 мая 1997 года был избран действительным членом РАН по специальности «иммунология». В апреле 1999 — ноябре 2001 года — вице-президент РАН. В 1999—2008 годах — председатель Уральского отделения РАН. В 2000 году организовал в Екатеринбурге филиал ИЭГМ, который в 2003 году был преобразован в Институт иммунологии и физиологии УрО РАН. По инициативе В. А. Черешнева на Урале организованы подразделения государственных академий: УрО РАО, УрО РАХ, УрО РААСН и два уральских центра РАМН и РАСХН, созданы новые центры (Архангельский, Оренбургский) и координационный Совет в Кургане; открыт Дом учёных, появился новый академический журнал «Вестник УРО РАН», утверждены 15 ежегодных премий УрО РАН.
В 2002 году был избран членом президиума Общенационального совета «Российской партии жизни». С 28 апреля 2005 года — академик и член Президиума Российской академии медицинских наук, директор Средне-Уральского научного центра РАМН. После вливания РАМН в РАН в 2013 году — академик по Отделению физиологических наук.
В 2007 году избран депутатом Государственной Думы 5-го созыва по списку «Справедливой России». Председатель Комитета Государственной Думы по науке и наукоёмким технологиям (2008—2016). В мае 2008 года баллотировался в президенты РАН, на выборах занял третье место после Ю. С. Осипова и В. Е. Фортова, получив 88 голосов.
В середине июня 2017 года был вновь выдвинут кандидатом в президенты РАН, в июле дал интервью о своей предвыборной программе. Однако его кандидатура в итоге не прошла согласование в правительстве РФ.
С 2010 года — член Консультативного научного Совета фонда «Сколково», также является членом Объединённого учёного совета по биологическим наукам УрО РАН; правления Российского общества иммунологов; правления общества иммунологов СНГ; Комитета Урала за глобальную безопасность; попечительского совета Уральского государственного университета; Правительственной комиссии по высоким технологиям и инновациям. Входит в состав экспертной комиссии по присуждению Демидовских премий и жюри по присуждению российской независимой премии «Триумф».
Супруга — офтальмолог М. В. Черешнева (род. 1945), дочь Татьяна — офтальмолог, сын Владимир — экономист. Есть четыре внука.

## Научная деятельность

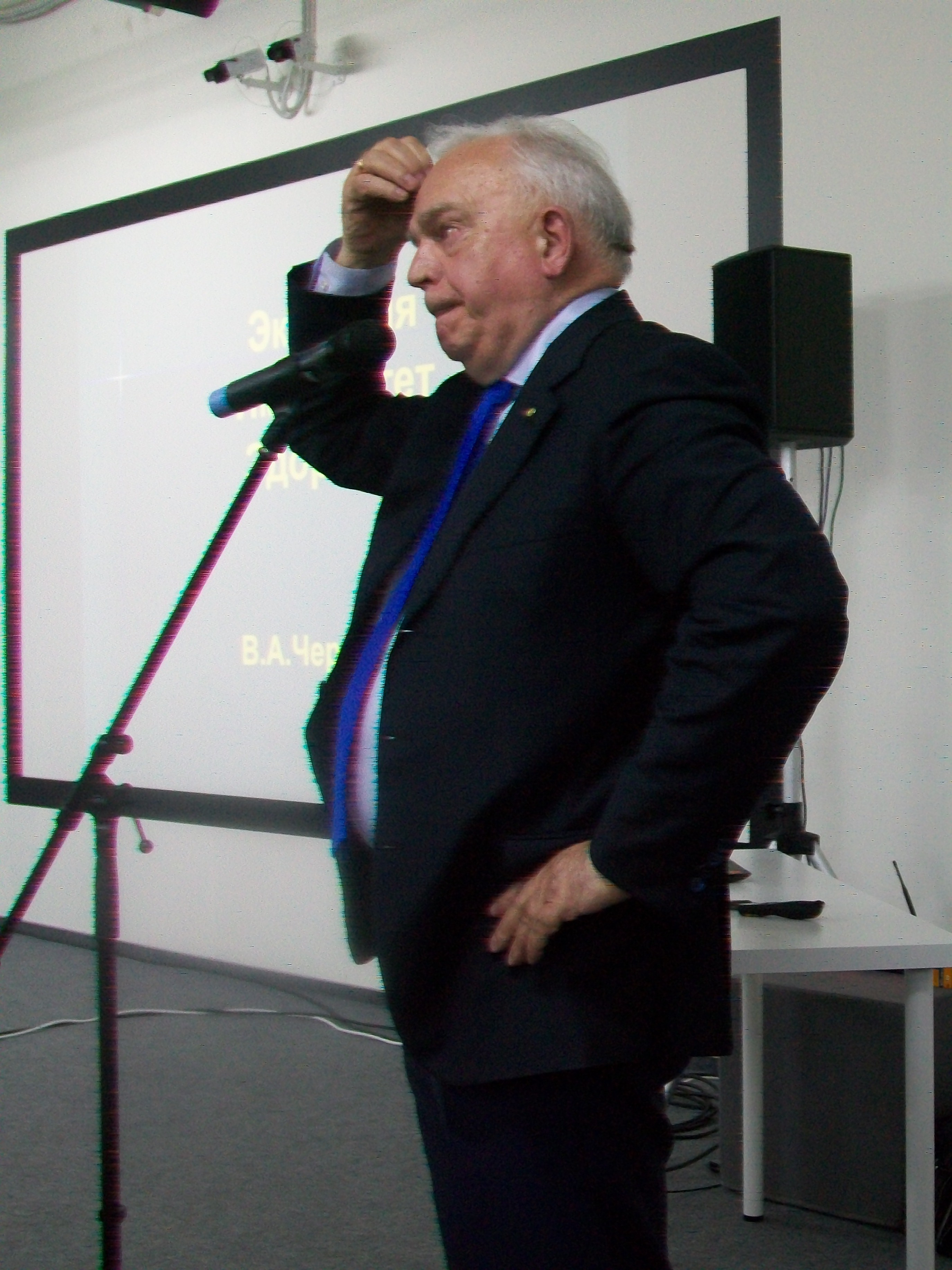
Валерий Черешнев в Ельцин-центре. 19 июня 2018 года

В. А. Черешнев — специалист в области экологической и радиационной иммунологии. Возглавлял научные исследования по установлению основных закономерностей нарушений иммунного гомеостаза при воздействии на организм экологически неблагоприятных факторов. В сферу интересов учёного входят иммунные механизмы регуляции физиологических функций и воспаления. Вместе с соавторами установил основные закономерности нарушений в иммунной системе под влиянием различных экологически неблагоприятных факторов, разработал методы устранения этих нарушений; обосновал принципиально новую концепцию системного воспаления; концепцию аутоиммунной регуляции гомеостаза; общебиологическую концепцию развития заболеваний, связав этот процесс с нарушением экологических взаимоотношений между макроорганизмом (человек) и микроорганизмами (бактерии, вирусы).
Основные положения работ В. А. Черешнева, Р. Б. Цынкаловского, В. Н. Каплина и последующие исследования других сотрудников кафедры патофизиологии ПермГМИ стали понятны после открытия паттерн-распознающих рецепторов клеток врожденного иммунитета, в частности Toll-рецепторов беспозвоночных животных (Jules A. Hoffmann с сотрудниками, 1996), Toll-подобных рецепторов в клетках человека (Руслан Меджитов и Charles Alderson Janeway, Jr., 1997), Toll-подобного рецептора-4 или TLR4 и его гена у мышей (Bruce Beutler с сотрудниками, 1998), а также сходных по структуре распознающего домена рецепторов у растений. Однако точная молекулярная структура рецепторов и распознающих молекул, которые ответственны за начальную (раннюю) специфическую фагоцитарную реакцию, впервые описанную в Перми в 1960-х годах, не известна до сих пор, хотя в последующем была постулирована и экспериментально доказана неантигенная природа лигандов, индуцирующих эту реакцию.
Автор и соавтор более 700 научных работ, в том числе 34 монографий, 29 изобретений. Подготовил 26 кандидатов и 43 доктора наук. Участвовал в написании двух учебников для вузов, трёх руководств по изучению комбинированных радиационных поражений, а также 8 учебных пособий.
В. А. Черешнев — автор двух зарегистрированных научных открытий (№ 189 — «Явление изменения иммунологического и функционального состояния организма человека и биологической жизни человеческой популяции», 2002; № 245 — «Свойство альфа-фетопротеина подавлять индуцированную патологическим процессом пролиферацию разного типа клеток и вызывать их гибель у человека и животных», 2004). Разработал методику лечения онкозаболеваний, применяемую за рубежом и в России.
Был инициатором проведения регулярных международных конференций по проблемам «Экология и иммунитет» (1990, 1991, 1993, 1995, 1998), «Микробное разнообразие» (1996). Организовал цикл «пароходных» конференций, в которых принимали участие российские и иностранные учёные: «Проблемы загрязнения окружающей среды — ICEP» (1991, 1993, 1995, 1998, 2001, 2005 и 2008); «Микробное разнообразие: состояние, стратегия сохранения, биотехнологический потенциал — ICOMID» (1996, 2005, 2008); «Нейро-иммунные взаимодействия и окружающая среда — ICONE-95» (1995). С 2001 года возглавляет Общенациональный экологический форум, направленный на разработку материалов для утверждения Экологической доктрины России, и Российский Северный социально-экологический конгресс.
Главный редактор «Российского иммунологического журнала» («Russian Journal of Immunology»), «Вестника Уральской медицинской академической науки», Вестника УрО РАН «Наука. Общество. Человек», «Иммунология Урала»; входит в состав редколлегий ряда других журналов.

## Основные работы
- Патофизиология. — М.: Вече, 2001. — 704 с. (в соавт. с Б. Г. Юшковым)
- «Иммунные и физиологические механизмы регенерации тканей»
- «Иммунофизиология»
- «Иммунологические и генетические факторы нарушения репродуктивной функции»
- «Биологические законы и жизнеспособность человека: метод многофункциональной восстановительной биотерапии»
- «Социально-демографическая безопасность России»
- «Демографическая политика страны и здоровье нации»

## Награды и звания
- Орден «За заслуги перед Отечеством» II степени (6 сентября 2024) — за большой вклад в развитие науки и многолетнюю добросовестную работу[15]
- Орден «За заслуги перед Отечеством» III степени (19 марта 2013) — за большой вклад в развитие российского парламентаризма и активную законотворческую деятельность[16]
- Орден «За заслуги перед Отечеством» IV степени (18 ноября 2004) — за вклад в развитие отечественной науки и многолетнюю плодотворную деятельность[17]
- Орден Александра Невского (23 ноября 2020) — за большой вклад в развитие здравоохранения и медицинской науки, многолетнюю добросовестную работу[18]
- Орден Дружбы (6 октября 1998) — за заслуги перед государством, многолетний добросовестный труд и большой вклад в укрепление дружбы и сотрудничества между народами[19]
- Медаль «За трудовое отличие» (1981)
- Золотая медаль имени В. Д. Тимакова РАН (2020) — за серию работ по изучению иммунных механизмов развития воспаления
- Премия имени И. И. Мечникова РАН (2002) — за цикл работ «Адаптивные стратегии взаимодействия симбионтов в системе „паразит-хозяин“»
- Премия Правительства Российской Федерации в области науки и техники за комплексные исследования по теме: «Разработка и внедрение системного экологического мониторинга как компонента стратегической безопасности»;
- Строгановская премия за высокие достижения в науке и технике (2007)[20];
- Почётный гражданин Свердловской области (13 октября 2015 года)[21]
- «Почётный гражданин города Соликамска» присвоено Решением СГД № 1042 от 25.05.2016 г.[22]
- Благодарность Президента Российской Федерации (15 сентября 2003) — за активное участие в разработке экологической доктрины Российской Федерации
- Почётная грамота Правительства Российской Федерации (14 ноября 2011) — за многолетнюю плодотворную законотворческую деятельность[23].

Другие награды: Национальная российская экологическая премия «Экомир»; премия РАН за лучшую работу в области популяризации науки; премия УрО РАН им. В. В. Парина и УрО РАО — за лучший учебник «Патофизиология»; премия РАМН им. В. И. Иоффе, золотые и серебряные медали РАМН им. В. В. Пашутина, А. Д. Сперанского, И. П. Павлова, Н. В. Тимофеева-Ресовского; золотая медаль Российского научного общества иммунологов «За выдающийся вклад в развитие иммунологии»; золотая медаль им. П. Эрлиха и Р. Вирхова Европейской Академии Естествознания (Ганновер).
Действительный член (академик) Вашингтонской академии наук (2005) и Всемирной академии искусств и науки (2005). Почётный доктор СПбГУП (2014).